# Cluster (Datenträger)
Ein Cluster oder eine Zuordnungseinheit ist eine logische Zusammenfassung von Datenblöcken eines auf einem Datenspeicher eingesetzten Dateisystems.
Zuordnungseinheiten lassen sich in etwa wie nummerierte Behälter in einer großen Halle vorstellen. Die Behälter sollen mit Flüssigkeiten (Dateien) gefüllt werden, aber die Flüssigkeiten lassen sich nicht mischen. Falls die Menge einer Flüssigkeit nicht in einem Behälter passt, ist der nächste Behälter für diese Flüssigkeit unabhängig von der Füllmenge reserviert.
Ein anderes Beispiel ist ein Postbote, der lediglich eine Hausnummer und keine Zimmerangabe benötigt, um ein Paket zu liefern.

## Weitere Einzelheiten
Die „Zuordnungseinheit“ oder der „Cluster“ (aus dem englischen cluster, wörtlich „[der] Haufen“) ist ein Fachbegriff im Sprachgebrauch von Microsoft, z. B. bei MS-DOS und Windows. Bei anderen Betriebssystemen werden derartige Einheiten üblicherweise „Block“ oder genauer „Datenblock“ genannt. Beide Begriffe werden bedeutungsgleich genutzt, bei Verwendung des Begriffes „Block“ ist allerdings zwischen den Datenblöcken des Datenträgers und den Blöcken des Dateisystems (= Cluster) klar zu unterscheiden.
Das Dateisystem kann im Allgemeinen nur vollständige Cluster adressieren, es ist ohne Hilfe spezieller Programme nicht möglich, einzelne Sektoren oder gar einzelne Bytes innerhalb eines Clusters zu adressieren. Daher belegen Dateien auf einem Datenträger immer eine ganzzahlige Menge von Clustern. Je größer diese Cluster sind, desto weniger Verwaltungsaufwand muss für große Dateien aufgewendet werden und desto geringer wird die externe Fragmentierung einer Datei. Da aber (ausgehend von als zufällig angenommenen Dateigrößen) bei jeder Datei an ihrem Ende im Mittel ein halber Cluster nicht verwendet und als interne Fragmentierung verschwendet wird (Slack Space), sind größere Cluster im Hinblick auf die rationelle Ausnutzung des Speicherplatzes eines Datenträgers nachteilig, insbesondere bei der Speicherung vieler kleiner Dateien.
Die maximal mögliche Anzahl von Clustern auf einem Datenträger variiert je nach Dateisystem:
- FAT16 erlaubt 65.524 = 216−12 Cluster
- FAT32 unterstützt bis zu 268.435.456 = 228 Cluster
- NTFS erlaubt über 18 Trillionen (genauer 264−1) Cluster.

Aus der maximalen Anzahl von Clustern und der gewählten Clustergröße – typischerweise zwischen 512 = 29 und 32.768 = 215 Byte – ergibt sich die maximale Größe eines Dateisystems. Bei einer Clustergröße von 512 Byte kann ein FAT32-Dateisystem z. B. bis zu 228 · 512 Byte = 237 Byte = 27 Gibibyte = 128 Gibibyte (rund 137 Gigabyte) umfassen; werden größere Cluster benutzt, so ergibt sich ein entsprechend größeres Limit des Dateisystems.